# 和歌山県立和歌山第二工業高等学校
和歌山県立和歌山第二工業高等学校（わかやまけんりつわかやまだいにこうぎょうこうとうがっこう）は、和歌山県和歌山市西浜に所在した定時制公立の工業高等学校。
和歌山県で唯一の工業科を設置した定時制高校であったが2007年度をもって生徒募集を停止することとなった。略称は和二工（わにこう）。

## 設置学科
- 機械科
- 電気科
- 建築科

## 所在地
- 〒641-0036 和歌山県和歌山市西浜3-6-1

## 沿革
- 1948年 - 和歌山県立光風工業高等学校に定時制を設置
- 1974年 - 定時制が現校名として独立開校
- 2007年 - 和歌山県立和歌山工業高等学校に統合
- 2010年3月31日 - 閉校。